# Кутузов, Олег Иванович
Олег Иванович Кутузов (17 мая 1935, Ленинград — 27 февраля 2025, Санкт-Петербург) — советский баскетболист. Мастер спорта СССР (1955). Заслуженный мастер спорта СССР. Доктор наук, профессор ЛЭТИ.

## Биография
Баскетболом начал заниматься в школе. Поступив в Ленинградский электротехнический институт, в 19-летнем возрасте попал в баскетбольную институтскую команду — единственную в СССР вузовскую команду, выступающую в высшей лиге.
В 1954 году участвовал во Всемирных студенческих играх, откуда вернулся с бронзовой наградой.
В составе сборной СССР принимал участие в Международных дружеских спортивных играх молодежи в рамках VI Всемирного фестиваля молодежи, где наша команда завоевала серебро, проиграв 2 очка венгерской команде на последней секунде игры.
В составе сборной СССР участвовал в чемпионате мира 1959 года в Чили. В финале были обыграны все сборные, кроме сборной Тайваня. Сборная СССР отказалась играть с этой сборной по политическим мотивам, за что команда была дисквалифицирована. В СССР сборную встречали как победителей, и весь состав сборной был награждён специально изготовленными медалями «Победитель чемпионата мира».
В 1959 и 1961 году становится победителем Универсиад в Турине и Софии.
Бронзовый призёр чемпионата СССР 1969 года.
Игрок турниров ветеранов. В возрасте 65 лет и старше дважды чемпион Европы (Рига, 2000, Афины, 2002) и вице-чемпион мира (Любляна, 2001). Вице-президент федерации баскетбола Санкт-Петербурга.

## Научная деятельность
В 1959 году окончил ЛЭТИ. Несколько лет проработал в Ленинградском институте авиационного приборостроения. Защитил кандидатскую диссертацию на тему «Исследование и применение временных кодов для повышения эффективности и помехоустойчивости многоканальных телемеханических систем».
В 1973 году вернулся в ЛЭТИ доцентом на радиотехнический факультет. Также выполнял обязанности учёного секретаря диссертационного совета.
В 1996 году защитил докторскую диссертацию на тему «Методы и модели ускоренной имитации в задачах разработки сетей интегрального обслуживания АСУ», а в 1992 году стал профессором. Работник ЛЭТИ.
Скончался 27 февраля 2025 года в Санкт-Петербурге в возрасте 89 лет.